# Aaron Dalbec
Aaron Dalbec é o guitarrista da banda Bane e Only Crime. Também já foi membro do Converge (1994-2001) e do Velocity Engine. Aaron formou a banda Bane com um projeto paralelo ao Converge, mas acabou tendo sucesso com o projeto e resolveu sair para se dedicar a banda.